# Charlottenlund (stacja kolejowa)
Charlottenlund (duński: Charlottenlund Station) – przystanek kolejowy w miejscowości Charlottenlund, w Regionie Stołecznym, w Danii. Znajduje się na podmiejskiej linii kolejowej Klampenborgbanen. Położony jest w pobliżu między innymi Charlottenlund Strand Strandpark i pobliski Tor wyścigów konnych.
Obsługiwany jest wyłącznie przez pociągi S-tog linii C.

## Linie kolejowe
- Klampenborgbanen